# Almanaque (revista)
Almanaque foi uma revista portuguesa publicada entre 1959 e 1961.

Capa e contracapa da edição da Almanaque de Novembro de 1960 com grafismo dirigido por Sebastião Rodrigues.

## Responsáveis e colaboradores
Financiada por Figueiredo de Magalhães (editor da Ulisseia), a Almanaque teve publicados um total de dezoito números. 
Com instalações localizadas no Chiado, no centro de Lisboa, a redação foi coordenada por José Cardoso Pires, tendo atraído um excecional grupo de colaboradores, entre os quais Alexandre O'Neill, Luís de Sttau Monteiro, Augusto Abelaira, José Cutileiro, João Abel Manta, Baptista Bastos, Vasco Pulido Valente, etc.
O design foi assegurado por Sebastião Rodrigues, que aí realizou trabalho pioneiro, considerado um marco fundamental do design gráfico português da época.

## Arquivo digital
A revista Almanaque pode ser consultada on-line na Hemeroteca Digital de Lisboa.